# Klumpe Dumpe
Klumpe Dumpe, även kallat Klumpe Dumpe-biblioteket, en serie av böcker utgivna med start 1979 och som ännu har en utgivning 2016. Utgivande förlag är Rabén & Sjögren som från början gav ut Klumpe Dumpe som en barntidning under 1950-talet, med bland annat den första tecknade serien om Pippi Långstrump.

## Utgåvor
Det finns ungefär 170 utgivna böcker i serien, där nedanstående 70 böcker är de första utgivna från 1979 till 2002. 
- Nils Karlsson-Pyssling flyttar in
- Barnens dag i Bullerbyn
- Pysen rider
- När Lasse Larsson åkte ambulans
- Pojken och hans ulliga får
- Krakel Spektakel köper en klubba
- Ur en kos dagbok
- Historien om någon
- Klåfingerdagen
- Babar på cirkus
- Babar bygger en stad
- Babar blir kung
- Mamman och den vilda bebin
- Måsar och mamelucker!
- Lukas i fönstret
- Pojken och hunden
- Nisses nya mössa
- Vilda bebin får en hund
- Mimmi får en farfar
- Hur elefanten fick sin snabel
- Nisse på stranden
- Örjan - den höjdrädda örnen
- Snickar Andersson och jultomten
- Nisse hos frisören
- Den vilda bebiresan
- Nisse går till posten
- Babar och hans barn
- Ellen (Catarina Kruusval)
- Sagan om Karlknut
- Gustav Vasa och hans äventyr
- Här kommer polisbilen
- Ellens boll
- Pippi vill inte bli stor
- Pippi håller kalas
- Här kommer brandbilen
- Roliga busboken
- Här kommer en liten mus
- Här kommer bärgningsbilen
- Sunes skolväska
- Dockoperationen
- Ellen på stranden
- Jag kan köra alla bilar
- Niklas Nilsson, proffs
- Här kommer ambulansen
- Blommor från Ellen
- Hjälpa till, sa Pulvret
- Inte städa, sa Pulvret
- Jag kan laga alla bilar
- Fastrar och fullriggare!
- Sune börjar skolan
- Pärlsork
- Barnen i djungeln
- Håkan Bråkan och roboten Rex
- Leopold
- Rut & Knut leker doktor
- Oscars pinnar
- Mössens julafton
- Tandresan eller När Bella tappade en tand
- Gittan och gråvargarna
- Tomtegröt och tulpaner!
- Var är lilla Annas hund?
- Naken om baken
- Fixa fisk, sa Pulvret
- Rut & Knut lagar mat
- Håkan Bråkan och den spökiga källaren
- Shrek!
- Gittan och fårskallarna
- Godnatt alla djur
- Pippi ordnar allt
- Farmors pangkakor